# Neargyractis
Neargyractis és un gènere d'arnes de la família Crambidae.

## Taxonomia
- Neargyractis alemundalis (Schaus, 1924)
- Neargyractis caesoalis (Walker, 1859)
- Neargyractis fulvicinctalis (Hampson, 1897)
- Neargyractis holocycla (Meyrick, 1936)
- Neargyractis moniligeralis (Lederer, 1863)
- Neargyractis plusialis (Herrich-Schäffer, 1871)
- Neargyractis serapionalis (Schaus, 1924)
- Neargyractis slossonalis Dyar, 1906